# Petrogale rothschildi
Petrogale rothschildi — вид родини Кенгурових, названий на честь лорда Ротшильда, котрий фінансував експедицію, в якій був зібраний голотип. 

## Опис
Ендемік Західної Австралії, де він присутній у регіоні Пілбара і прибережних островів у архіпелазі Дампір. Вид зустрічається в скельних місцях проживання. Вага — 5.25 кг. Диплоїдний набір хромосом, 2n=22.

## Загрози та охорона
Материкове населення знизилося через хижацтво введеної лисиці. Цей вид зустрічається в Національному Парку Караджині (англ. Karajini National Park) та інших територіях, що охороняються.